# Маклюэн, Маршалл
Ге́рберт Ма́ршалл Маклю́эн (англ. Herbert Marshall McLuhan, [məˈkluən], 21 июля 1911 — 31 декабря 1980) — канадский культуролог, философ, филолог и литературный критик. Получил широкую известность как исследователь воздействия электрических и электронных средств коммуникации на человека и общество (например, в концепции «глобальной деревни», «абсолютно обеспечивающей несогласие по всем вопросам»).
Маклюэн придумал выражение «средство передачи информации — это сообщение» в первой главе своей книги «Понимание медиа: Расширения человека» и термин «глобальная деревня». Он предсказал появление Всемирной паутины почти за 30 лет до её изобретения. В конце 1960-х годов он занимал видное место в медиадискурсе, однако в начале 1970-х годов его влияние стало ослабевать. В годы после его смерти он продолжал оставаться спорной фигурой в академических кругах. Однако с появлением Интернета и Всемирной паутины интерес к его работам и перспективам возобновился.

## Биография
Маршалл Маклюэн родился 21 июля 1911 года в городе Эдмонтон (административный центр провинции Альберта, Канада) в методистской семье. Маршалл — это семейное имя, которое использовалось в повседневном общении. Его родители, Элси Наоми (англ. Elsie Naomi) и Герберт Эрнст (англ. Herbert Ernest), родились и всю жизнь прожили в Канаде. Кроме Маршалла у них был ещё один сын — Морис, который родился в 1913 году. Мать Маклюэна сначала была учительницей в баптистской школе, а затем актрисой. До начала Первой мировой войны семья жила в Эдмонтоне, где отец Маклюэна имел небольшой бизнес в области недвижимости. С началом войны отец был мобилизован в канадскую армию, где прослужил около года. В 1915 году семья Маклюэнов переехала в город Виннипег, административный центр канадской провинции Манитоба.
В 1928 году Маршалл Маклюэн поступил в Университет Манитобы (Виннипег, Канада), где в 1933 году получил диплом бакалавра по инженерной специальности, а в 1934 году — диплом магистра по английской литературе (English studies). Во время обучения начал публиковать небольшие заметки в периодической печати. Так, уже в 1930 году в студенческой газете университета Манитобы появилась первая статья Маклюэна под названием «Макалуэй — вот это человек». Усилившийся интерес к английской литературе побудил его в 1934 поступить в колледж Тринити Холл Кембриджского университета (Англия). Там он обучался под руководством известных представителей нового критицизма А. А. Ричардса (I. A. Richards) и Ф. Р. Ливиса (F. R. Leavis). В 1936 году он получил диплом бакалавра Кембриджского университета и после возвращения в Северную Америку начал преподавательскую деятельность в Висконсинском университете (Мэдисон, США) на должности ассистента.

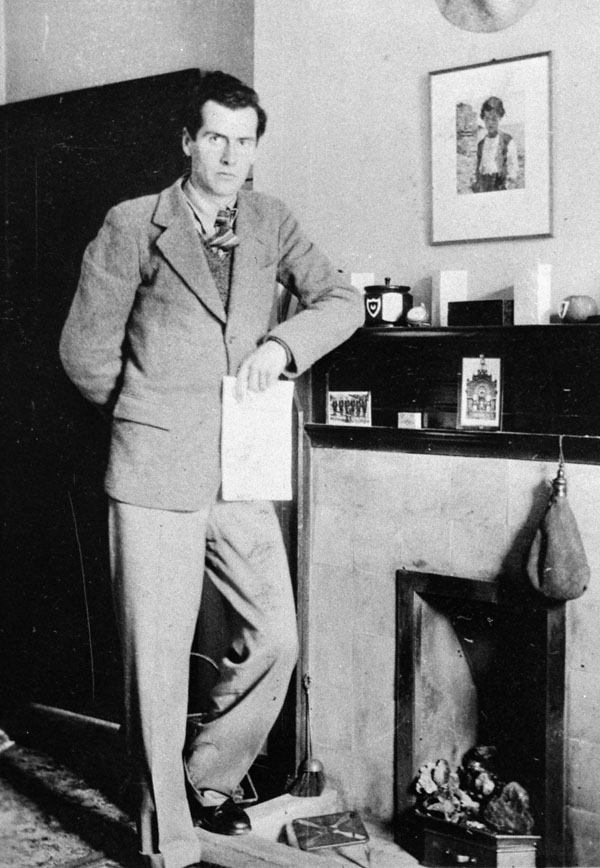
Маршалл Маклюэн в Кембриджском университете

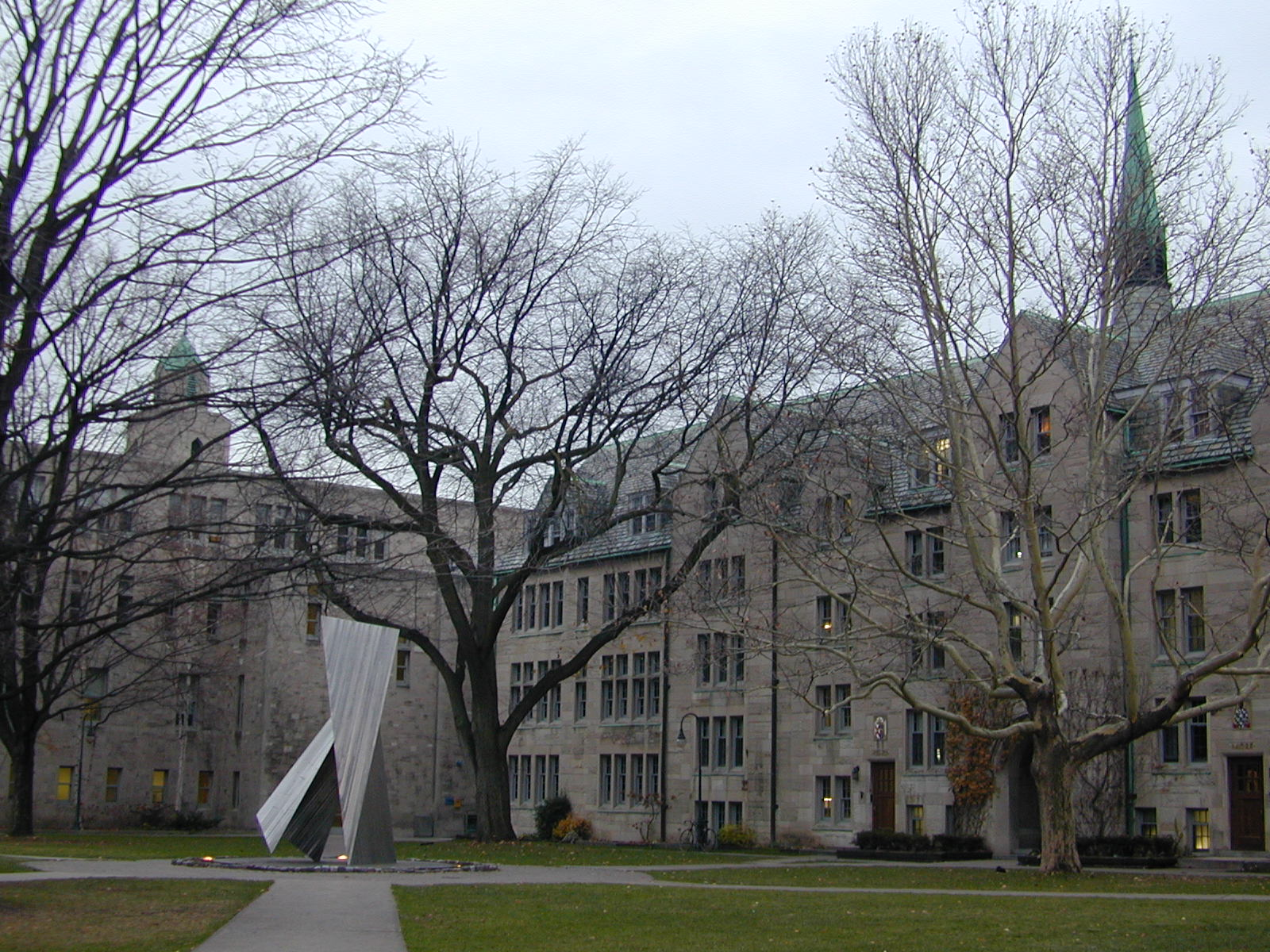
Колледж Св. Михаила университета Торонто. Скульптура в центре символизирует Св. Михаила

В 1937 году Маршалл Маклюэн принял католичество. С 1937 года по 1944 (с небольшим перерывом в 1939—1940 годах, когда он уезжал в Кембридж, чтобы получить диплом магистра) преподавал английскую литературу в католическом университете Сент-Луиса (Сент-Луис, США). Там он познакомился со своей будущей женой Кориной Льюис, на которой женился в 1939 году. Брак Маршалла и Корины был счастливым. Они вырастили шестерых детей.
В декабре 1943 года Маклюэн получил степень доктора наук, защитив диссертацию под названием «Место Томаса Нэша в книжной культуре его времени» (The Place of Thomas Nash in the Learning of his Time). После этого в 1944 году Маклюэн возвращается в Канаду, где в 1944—1946 годах преподает в Колледже Успения (Assumption College) в городе Виндзор, провинция Онтарио. Переехав в Торонто в 1946 году, он начинает преподавать в католическом колледже Святого Михаила в университете Торонто. С университетом Торонто связаны основные научные и творческие достижения Маршалла Маклюэна. Именно там в 1952 году он становится профессором и издаёт большинство своих книг. Огромное влияние на направление научных исследований Маклюэна оказало знакомство с коллегой по университету, известным канадским экономистом Гарольдом Иннисом. В 1953—1955 годах Маклюэн был руководителем семинаров по культуре и коммуникациям, проводившихся при поддержке Фонда Форда. Затем в 1963 году основал Центр культуры и технологии.
Научная и публицистическая деятельность Маршалла Маклюэна получила большое признание. В 1964 году он стал членом научного Королевского общества Канады, а в 1970 году — кавалером Ордена Канады. В 1975 году Маклюэн был назначен советником Комиссии по общественным отношениям Ватикана.
В конце 60-х годов здоровье Маклюэна стало стремительно ухудшаться. В 1967 году он пережил операцию по удалению опухоли мозга, в 1979 году — инсульт. Маршалл Маклюэн умер 31 декабря 1980 года в Торонто.

## Основные работы
Маршалл Маклюэн является автором значительного количества статей и книг, многие из которых написаны в соавторстве. Среди основных работ, вышедших отдельными изданиями, следует выделить следующие: «Механическая невеста: Фольклор индустриального человека» (1951), «Галактика Гутенберга: Становление человека печатающего» (1962), «Понимание медиа: Внешние расширения человека» (1964), «Медиа — это сообщение: Перечень последствий» (1967, в соавторстве с Квентином Фиоре), «Война и мир в глобальной деревне» (1967, в соавторстве с Квентином Фиоре), «От клише к архетипу» (1970, в соавторстве с Уилфредом Уотсоном), «Город как учебная аудитория» (1977, в соавторстве с Кэтрин Хатчон и Эриком Маклюэном).
Взгляды и направление исследований Маршалла Маклюэна претерпели эволюцию. Если на ранних этапах деятельности его можно отнести к «традиционным» литературоведам, которые подвергают критике современное общество, ставя ему в вину упадок интереса к классической литературе, пассивность масс, технологическое манипулирование их сознанием и т. п., то в дальнейшем критический пафос исчез. Начиная с 1950-х годов Маклюэн «предложил изучать массовую культуру в её собственных терминах, а не с точки зрения классической традиционной культуры. Культуре было дано определение системы коммуникаций, и Маклюэн отказался от анализа интеллектуального и морального содержания культуры, то есть от качественного, ценностного подхода». При этом, Маклюэну удалось сделать необыкновенно интересные наблюдения в области влияния электронных средств массовой коммуникации на современное общество. Удивительным образом литературный критик стал одним из самых авторитетных авторов в области теории коммуникации.

### Механическая невеста: Фольклор индустриального человека (1951)
Первая крупная работа Маршалла Маклюэна «Механическая невеста: фольклор индустриального человека» стала одной из первых в области исследований популярной культуры. Интерес к критическому исследованию поп-культуры был вызван книгой известного британского литературного критика и культуролога Фрэнка Ливиса «Культура и окружающая среда», вышедшей в 1933 году. Также большое влияние оказал крупный американский социолог Дэвид Рисмен, который консультировал Маклюэна по проблеме общества потребления. Название книги «Механическая невеста» было взято из инсталляции дадаиста Марселя Дюшана «Новобрачная, раздетая догола её холостяками, даже».
Как и все последующие работы, первая книга Маршала Маклюэна написана в мозаичном стиле. Она состоит из множества небольших глав, которые необязательно читать последовательно. Дело в том, что «для исследования своего предмета — массовой культуры и массовой коммуникации — Маклюэн использует его язык и стиль». Основной формой подачи сообщений средствами массовой коммуникации является, по Маклюэну, мозаика, и такой же способ изложения используется им в других работах. На одной странице его сочинений можно встретить, например, цитаты из Шекспира и бульварной газеты и многое другое.
Во введении к книге Маклюэн отмечает, что современный фольклор является продуктом интеллектуальной деятельности огромной армии профессионалов: рекламных агентов, писателей, сценаристов, художников, режиссёров, дизайнеров, журналистов, учёных и т. п. Все они изо дня в день создают в массовом сознании ощущение неполноты понимания происходящего. Состояние «неудовлетворённости» в массовом сознании необходимо для поддержания «престижной» формы массового потребления. Задача Маклюэна в этой книге сводится к показу скрытых форм воздействия на массовое сознание в различных формах массовой коммуникации: рекламе, телевизионных передачах, кино и т. п.
Каждая глава книги является изолированным произведением и посвящена анализу того или иного аспекта популярной культуры. Одна из глав, «Механическая невеста», дала название всей книге. В ней автор рассматривает проблему взаимосвязи секса и технологий в современной культуре. В качестве примера приводится реклама колготок «На пьедестале». В этой рекламе показаны ноги в колготках, стоящие на пьедестале. В результате «значение секса ненормально преувеличивается благодаря использованию рыночных механизмов и технике индустриального производства… Отношение к сексу как поведенческой проблеме, редуцирующее сексуальный опыт до уровня механических и гигиенических проблем, подспудно присутствует и проявляется во всём. Это делает неизбежным разлад между физическим удовольствием и функцией воспроизводства потомства, а также является причиной гомосексуальности».

### Галактика Гутенберга: Становление человека печатающего (1962)
Книга «Галактика Гутенберга» получила премию правительства Канады и сделала имя Маклюэна очень известным в среде научной общественности. В этой книге Маклюэн даёт ответ на вопрос: каким образом коммуникационные технологии (преимущественно, письменность и книгопечатание) влияют на организацию когнитивных процессов в обществе. Во многом эту работу следует рассматривать как продолжение исследований Гарольда Инниса. Согласно Маршаллу Маклюэну, Иннис «стал первым человеком, случайно открывшим процесс изменений, имманентно присущий и сопровождающий появление средств массовых коммуникаций. „Галактику Гутенберга“ можно понять как подстрочный комментарий к работе Инниса».

#### Этапы развития цивилизации по Маклюэну
- дописьменная культура с устными формами коммуникации, основанная на принципах общинного образа жизни, восприятия и понимания окружающего мира;
- письменная культура, завершающаяся «галактикой Гутенберга», эпоха индивидуализма, национализма и промышленных революций;
- современный этап («электронное общество», «глобальной деревни», задающий посредством электронных средств коммуникации (инфокоммуникаций) многомерное восприятие мира по типу восприятия акустического пространства[24].

### Понимание Медиа: Внешние расширения человека (1964)
Книга Маршалла Маклюэна «Понимание медиа» стала одним из первых исследований в области экологии средств массовой информации. По мнению Маклюэна, средства массовой информации должны стать объектами исследования сами по себе, вне зависимости от их содержания (контента). Основная идея заключается в том, что средство коммуникации влияет на человека и общество само по себе.

### The Medium is the Massage: An Inventory of Effects (1967)
Когда эта книга появилась в продаже, многим показалось, что в последнем слове названия сделана ошибка, и что настоящим названием книги является знаменитый афоризм Маклюэна «the medium is the message» («средство коммуникации является сообщением»). Однако, за счёт смены одной буквы в слове «massage» появилось, как минимум, два новых смысла: «средство коммуникации как массаж» и «средство коммуникации как век масс» (Mass Age). Книга стала результатом сотрудничества Маршалла Маклюэна с известным дизайнером и фотографом Квентином Фиоре, который при помощи коллажей и фотографий оформил афоризмы и основные идеи Маклюэна.

### Война и мир в глобальной деревне (1968)
«Война и мир в глобальной деревне» Маршалла Маклюэна и Квентина Фиоре — это коллаж изображений и текста, который иллюстрирует влияние электронных средств массовой информации и новых технологий на человека.
В книге «Война и мир в глобальной деревне» М. Маклюэн выдвигает тезис, согласно которому появление новых технологий изменяет сенсорное восприятие человеком окружающей среды, разрушая его самоидентификацию и вынуждая к адаптации и видению мира в «зеркале заднего вида». Автор называет такой процесс перехода от одного сенсорного восприятия к другому само-ампутацией, которая вызывает боль и культурную хандру. Он сравнивает нивелируемые технологиями сенсорные способности с ампутированным органом, который продолжает вызывать фантомные боли. Так, технология становится продолжением человеческого тела и его нервной системы.
Согласно автору, попытки восстановить утраченную самоидентификацию приводят к войнам, в то время как любая война стимулирует новые технические разработки, которые оказываются внедренными в среду и провоцируют новую утрату самоидентификации. Отсюда: «Готовность к войне характеризуется современной социальной системой».
Человек не способен осознавать сотворенную им среду, пока он в ней находится, так как он подобен рыбе в воде, не способной ничего знать о воде из-за отсутствия анти-среды. Откуда следует, что прежняя среда становится зримой только тогда, когда её уже сменила новая технология. 

### От Клише к Архетипу (1970)
Сотрудничая с канадским поэтом Уилфредом Уотсоном, Маклюэн подходит к различным значениям словесного клише и архетипа. Один из основных аспектов общей концепции Маклюэна, представленный в этой книге, который редко замечается, — это введение нового термина, который фактически приходит на смену глобальной деревне: глобальный театр.

### Глобальная деревня (1989)
В своей посмертной книге «Глобальная деревня: трансформации мировой жизни и СМИ в XXI веке» (1989) Маклюэн в сотрудничестве с Брюсом Р. Пауэрсом обеспечивает прочную концептуальную основу для понимания культурных последствий технологических достижений, связанных с подъёмом всемирной электронной сети. Это основная работа Маклюэна, поскольку она содержит наиболее обширную разработку его концепции акустического пространства и даёт критический анализ стандартных моделей коммуникации XX века, таких как модель Шеннона-Уивера.

## Влияние
Работы Маршалла Маклюэна продолжают оказывать значительное разностороннее влияние на науку, культуру, философию. В кинематографе следы его идей отчётливо проявились в творчестве Дэвида Кроненберга и особенно в фильме «Видеодром». В 1977 году Маклюэн сыграл самого себя в фильме Вуди Аллена «Энни Холл». В художественной литературе последователей идей Маклюэна также немало, в том числе среди представителей киберпанка. В научном сообществе Маклюэн, наряду с Гарольдом Иннисом, рассматривается в качестве основателя современной теории средств коммуникации. В философии идеи Маклюэна иногда сближают с постмодернизмом, хотя сам он от него дистанцировался.

## Некоторые высказывания о Маршалле Маклюэне
- Писатель и публицист Том Вулф предположил, что Маклюэн, возможно, наиболее значимый мыслитель со времён Ньютона, Дарвина, Фрейда, Эйнштейна и Павлова.
- Бывший премьер-министр Канады Пьер Трюдо, встречавшийся с Маклюэном, сказал: «Я думаю, что у него была гениальная интуиция».
- Исследователь глобальных инфокоммуникаций Мануэль Кастельс отводил Маклюэну место «великого провидца, который … революционно изменил понимание восприятия и мышления в сфере коммуникаций».
- Французский философ Ги Дебор написал в комментариях к «Обществу спектакля»: «Маклюэн, первый апологет спектакля (к слову сказать, такой идиот, с каким, наверное, никто уже в XX веке не сравнится), в 1976 году вдруг резко сменил свою точку зрения, когда обнаружил, что „всевластие СМИ ведёт к иррациональности“, и, опомнившись, стал вопить, что с этим де надо что-то делать». (глава XII, 4-й абзац)

## Фильмы о Маршалле Маклюэне
- Поминки по Маклюэну (англ. McLuhan’s Wake), реж. Кевин Макмэхон
- Азбука Маршалла Маклюэна (англ. Marshall McLuhan’s ABC), реж. Дэвид Соубельман
- Исследования Маклюэна (англ. The McLuhan Probes) реж. Дэвид Соубельман
- Вне орбиты (англ. Out Of Orbit) реж. Карл Бессэ

## Научные труды

### На английском языке
- McLuhan M., The Mechanical Bride: Folklore of Industrial Man. — N.Y.: The Vanguard Press, 1951.
- McLuhan M., The Gutenberg Galaxy: The Making of Typographic Man. — Toronto: University of Toronto Press, 1962.
- McLuhan M., Understanding Media: The Extensions of Man. — N.Y.: McGraw Hill, 1964.
- McLuhan M., Fiore Q. The Medium is the Massage: An Inventory of Effects. — N.Y.: Random House, 1967.
- McLuhan M., Fiore Q. War and Peace in the Global Village. — N.Y.: Bantam, 1968.
- McLuhan M., Parker H. Through the Vanishing Point: Space in Poetry and Painting. — N.Y.: Harper & Row, 1968.
- McLuhan M., Culture is Our Business. — N.Y.: McGraw Hill, 1970.
- McLuhan M., Watson W. From Cliche to Archetype. — N.Y.: Viking, 1970.
- McLuhan M., Hutchon K., McLuhan E. — City as Classroom: Understanding Language and Media. The Book Society of Canada Limited, 1977.

### На русском языке

#### Монографии
- Маршалл Маклюэн. Галактика Гутенберга. Становление человека печатающего = The Gutenberg Galaxy: The Making of Typographic Man. — М.: Академический проект, 2005. — 496 с. — ISBN 5-902357-28-04.
  - Маршалл Маклюэн. Галактика Гутенберга. Становление человека печатающего = The Gutenberg Galaxy: The Making of Typographic Man. — 2-е изд. — М.: Академический Проект, Гаудеамус, 2013. — 496 с. — (Концепции). — 500 экз. — ISBN 978-5-98426-125-8, 978-5-8291-1479-4.
- Маршалл Маклюэн. Понимание медиа: внешние расширения человека = Understanding Media: The Extensions of Man. — М.: Кучково поле, 2007. — 464 с. — ISBN 978-5-901679-58-06.
- Маршалл Маклюэн, Квентин Фиоре. Война и мир в глобальной деревне. — М.: АСТ, Астрель, 2012. — 226 с. — ISBN 978-5-17-075829-6. — ISBN 978-5-271-39408-9.

#### Статьи
- Маршалл Маклюэн. С появлением Спутника планета стала глобальным театром, в котором нет зрителей, а есть только актеры // Кентавр  / пер. В. П. Терин. — М., 1994. — № 1. — С. 20—31.
- Маршалл Маклюэн. Телевидение. Робкий гигант = The Timid Giant // Телевидение '87  / пер.: В. П. Терин. — М..
  - Маршалл Маклюэн. Телевидение. Робкий гигант = The Timid Giant // Современные проблемы личности : журнал  / пер.: Григорьева Аркадьева. — М.: Издательство «Искусство», 2001. — № 1. — С. 138—148.
- Маршалл Маклюэн. Пресса: управление посредством утечки информации = Press: Government by Newsleak // Отечественные записки : журнал  / пер. Руслана Хестанова. — 2003. — № 4.

### На английском
- W. Terrence Gordon. Marshall McLuhan: Escape Into Understanding. A Biography. — Toronto: Basic Books, 1997. — 480 p. — ISBN 1-58423-144-0, ISBN 1-58423-112-2.
- Paul Levinson. Digital McLuhan: A Guide to the Information Millennium. — New York: Routledge, 1999. — 240 p. — ISBN 978-0-415-19251-4.
- Philip Marchand. Marshall McLuhan: The Medium and the Messenger. — Rev Sub edition. — Cambridge: MIT Press, 1998. — 322 p. — ISBN 978-0-262-63186-0.
- Meyrowitz J. Medium Theory // Communication Theory Today / Ed. by David Crowley and David Mitchell. — Stanford: Stanford University Press, 1994. — ISBN 978-0-7456-1289-8.
- Jonathan Miller. Marshall McLuhan. — New York: Viking Press, 1971. — 133 p. — ISBN 0-670-45876-7.

### На русском
- Архангельская И. Б. Герберт Маршалл Маклюэн: от исследования литературы к теории медиа. Автореф. дис. на соискание уч. степени доктора филологических наук. — М.: МГУ, 2009
- Архангельская И. Б. Герберт Маршалл МакЛюэн: от исследования литературы к теории массмедиа. — Издательство Московского университета, 2007. — 210 с.
- Архангельская И. Б. Маршалл Маклюэн. — Нижний Новгород: НКИ, 2010. — 293 с.
- Архангельская И. Б. Маршалл Маклюэн: Путь к теории медиа. — LAP LAMBERT Academic Publishing, 2011. — 384 с. — ISBN 978-3-8433-0879-3.
- Вулф Г. Мудрость Св. Маршалла, Священного Глупца // Русский журнал. 2001. 19 апреля.
- Гаков В. Рыцарь медийного образа // Коммерсант-Деньги. 2001. № 28. 18 июля.  (недоступная ссылка — история)
- Григорьева М.А. Визуально-акустическое пространство, по Маршаллу Маклюэну: противоречивые интерпретации и оценки его концепций // KANT: Social science & Humanities. – 2024. – №2(18). – С. 2-9.
- Засурский И. Продолжение человека // Независимая газета. 2004. 17 сентября.
- Козлова Н. Н. Критика концепции «массовой культуры» Маршалла Маклюэна. Автореф. дис. на соискание уч. степени кандидата философских наук. — М.: Издательство Московского университета, 1976.
- Козлова Н. Н. Маклюэн: контексты мифа // Пушкин. 1998. N 5(11). 1 июля.
- Мадисон А. Маршалл Маклюэн и информационные войны // СМИ.ru. 2000. 14 января
- Кузнецов M. M. Маклюэн // Новая философская энциклопедия : в 4 т. / пред. науч.-ред. совета В. С. Стёпин. — 2-е изд., испр. и доп. — М. : Мысль, 2010. — 2816 с.
- Мак-Люэн, Маршалл / Мидлер А. П. // Ломоносов — Манизер [Электронный ресурс]. — 2011. — С. 554. — (Большая российская энциклопедия : [в 35 т.] / гл. ред. Ю. С. Осипов ; 2004—2017, т. 18). — ISBN 978-5-85270-351-4.
- Николаев В. Герберт Маршалл Маклюэн и его книга «Понимание средств коммуникации» // Отечественные записки. 2003. № 4.
- Терин В. П. Вспоминая Маршалла Маклюэна.
- Терин В. П. Массовая коммуникация. Исследование опыта Запада. Издание второе, переработанное и дополненное. М., 2000.
- Уитцель М. Человек, который видел будущее // Элитариум, www.elitarium.ru  (недоступная ссылка — история)
- Царёв В. Ю. Социально-культурные основания «маклюэнизма». Автореф. дис. на соискание уч. степени кандидата философских наук. — М., 1989.
- Царёв В. Ю. Гипокритик Маклюэн: происхождение манеры — М.: Росписатель, 2015.